# Palmitinska kiselina
Palmitinska kiselina (franc. palmitine, prema palme: palma), CH3(CH2)14COOH, najčešća zasićena masna kiselina u prirodi, važan sastojak svih skladišnih i membranskih lipida. U većini je masti i ulja zastupljena s 20 do 30%, te u palminu ulju, po kojem je i nazvana, s 35 do 45%. Palmitinska kiselina je bijela krutina netopljiva u vodi, a dobiva se hidrolizom iz biljnih i životinjskih lipida. Upotrebljava se u farmaceutskoj i kozmetičkoj industriji (pri proizvodnji sapuna).